# Scrophularia
El género Scrophularia de la familia Scrophulariaceae contiene alrededor de 200 especies de plantas Angiospermas herbáceas. Los miembros de este género tienen tallos cuadrados, hojas opuestas con flores que forman racimos en el extremo del tallo. Crecen en el hemisferio norte pero se concentran en Asia con muy pocas especies en Europa y Norteamérica.
El nombre Scrophularia viene de "escrófula", una forma de tuberculosis, porque varias especies se han utilizado para tratar la enfermedad.

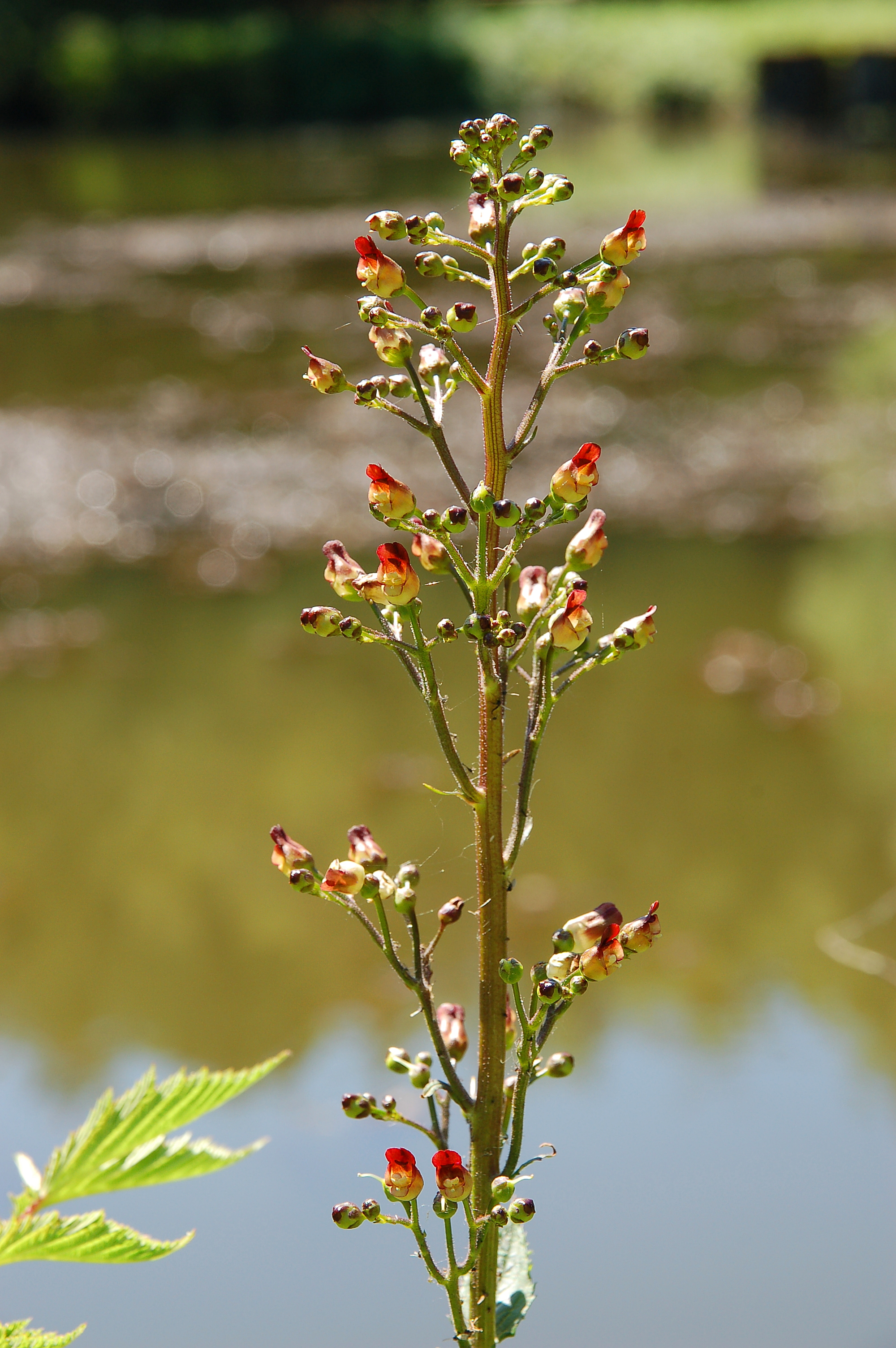
Scrophularia nodosa.

## Especies seleccionadas
| - Scrophularia aequilabris - Scrophularia alaschanica - Scrophularia amana - Scrophularia amplexicaulis - Scrophularia aquatica - Scrophularia atrata - Scrophularia atropatana - Scrophularia auriculata - Scrophularia balbisii - Scrophularia bitlisica - Scrophularia buergeriana - Scrophularia californica - Scrophularia calliantha - Scrophularia candelabrum - Scrophularia canina - Scrophularia capillaris - Scrophularia carduchorum - Scrophularia catariifolia - Scrophularia chasmophila - Scrophularia chlorantha - Scrophularia chrysantha - Scrophularia cinerascens - Scrophularia crenophila - Scrophularia cryptophila - Scrophularia delavayi - Scrophularia dentata - Scrophularia depauperata - Scrophularia deserti - Scrophularia diplodonta - Scrophularia divaricata - Scrophularia elatior - Scrophularia erzincanica - Scrophularia fargesii - Scrophularia floribunda - Scrophularia formosana - Scrophularia frigida - Scrophularia frutescens - Scrophularia glabrata - Scrophularia grandiflora - Scrophularia gypsicola - Scrophularia henryi - Scrophularia herminii - Scrophularia heucheriiflora - Scrophularia hopii - Scrophularia hypericifolia - Scrophularia hypsophila - Scrophularia hyssopifolia - Scrophularia ilwensis - Scrophularia incisa - Scrophularia juratensis - Scrophularia kansuensis - Scrophularia kakudensis - Scrophularia kiriloviana - Scrophularia kotschyana - Scrophularia kurdica - Scrophularia laevigata - Scrophularia laevis - Scrophularia lanceolata - Scrophularia lepidota - Scrophularia lhasaensis - Scrophularia libanotica - Scrophularia lijiangensis | - Scrophularia lucida - Scrophularia luridiflora - Scrophularia macrantha - Scrophularia macrobotrys - Scrophularia macrocarpa - Scrophularia mapienensis - Scrophularia marilandica - Scrophularia meridionalis - Scrophularia mersinensis - Scrophularia mesopotamica - Scrophularia modesta - Scrophularia moellendorffii - Scrophularia myriophylla - Scrophularia nachitschevanica - Scrophularia nankinensis - Scrophularia neesii - Scrophularia ningpoensis - Scrophularia nodosa - Scrophularia olympica - Scrophularia orientalis - Scrophularia oxyrhyncha - Scrophularia paphlagonica - Scrophularia parviflora - Scrophularia pauciflora - Scrophularia pegaea - Scrophularia peregrina - Scrophularia peyronii - Scrophularia pinardii - Scrophularia pruinosa - Scrophularia przewalskii - Scrophularia pulverulenta - Scrophularia pumilio - Scrophularia rimarum - Scrophularia rubricaulis - Scrophularia sambucifolia - Scrophularia scariosa - Scrophularia schmitzii - Scrophularia scopolii - Scrophularia scorodonia - Scrophularia serratifolia - Scrophularia sosnowskyi - Scrophularia souliei - Scrophularia spicata - Scrophularia striata - Scrophularia stylosa - Scrophularia subaequiloba - Scrophularia sublyrata - Scrophularia taihangshanensis - Scrophularia thesioides - Scrophularia trichopoda - Scrophularia umbrosa - Scrophularia urticifolia - Scrophularia variegata - Scrophularia vernalis - Scrophularia versicolor - Scrophularia vvednskyi - Scrophularia xanthoglossa - Scrophularia xylorrhiza - Scrophularia yoshimurae - Scrophularia yunnanensis - Scrophularia zuvandica |

- Datos: Q53470
- Multimedia: Scrophularia / Q53470
- Especies: Scrophularia